# زنگنتال
زنگنتال (به آلمانی: Sengenthal) یک شهر در آلمان است که در نویمارکت واقع شده‌است. زنگنتال ۲٬۸۸۹ نفر جمعیت دارد.